# Aage Storm Borchgrevink
Aage Storm Borchgrevink (* 20. Oktober 1969 in Oslo) ist ein norwegischer Menschenrechtler, Schriftsteller und Literaturkritiker.
Borchgrevink schloss an der Universität Oslo ein Studium der Literaturwissenschaft ab. Seit 1993 arbeitet er für die norwegische Sektion der Internationalen Helsinki-Föderation für Menschenrechte, deren Ziel es vor allem ist, die Einhaltung der Schlussakte von Helsinki und ihrer Folgeabkommen in Europa, Nordamerika und Zentralasien zu überwachen. Mit seinem Engagement für die Meinungsfreiheit in Osteuropa, vor allem in Tschetschenien, hat sich Aage Storm Borchgrevink in seinem Heimatland einen Namen gemacht. 2004 wurde ihm der Ossietzky-Preis des norwegischen P.E.N.-Zentrums zugesprochen. Borchgrevink ist Vorsitzender des Norwegischen Verbandes der Sachbuchautoren und -übersetzer (NFFO).
Als Autor debütierte Borchgrevink im Jahr 2000 mit dem Roman Arkivene (Die Archive), der aus der Perspektive von drei fiktiven Personen den schwierigen Demokratieprozess im postkommunistischen Albanien beschreibt. Für dieses Buch wurde er für den Publikumspreis des NRK-Radioprogramms P2 vorgeschlagen. 2004 veröffentlichte er Folkevandringer (Völkerwanderungen), einen Band mit Erzählungen aus Tschetschenien, Albanien, dem Kosovo, 
Griechenland und Long Island. Daneben publizierte er mehrere Dokumentarbücher, unter anderem über Reisen in Osteuropa (Belarus, Mazedonien, Tschetschenien) und den Bürgerkrieg im Kaukasus.
Große Aufmerksamkeit erregte 2012 sein Buch En norsk tragedie (Eine norwegische Tragödie), das die Anschläge in Norwegen 2011 zum Thema hat. Borchgrevink beleuchtet in ihm nicht nur die Kindheits- und Jugendjahre des Attentäters Anders Behring Breivik, sondern beschreibt auch das Milieu gewalttätiger Jugendclans im Oslo der 1990er Jahre, die sozialen Strukturen im wohlhabenden Osloer Westen, in dem Breivik aufwuchs, die Hintergründe einzelne seiner Opfer sowie ausführlich seinen Massenmord auf der Insel Utøya. Das Buch wurde mit dem Kritikerpreis ausgezeichnet.
Die literaturkritischen Arbeiten Borchgrevinks erscheinen unter anderem in der vom Gyldendal Norsk Forlag herausgegebenen Zeitschrift Vinduet.

## Bibliographie
- Arkivene, 2000 (Roman)
- Eurostories. Reiser i Øst-Europa, 2003 (Reisebuch)
- Folkevandringer, 2004 (Erzählungen)
- Den usynlige krigen. Reiser i Tsjetsjenia, Ingusjetia og Dagestan, 2007 (Reisebuch)
- En norsk tragedie. Anders Behring Breivik og veiene til Utøya, 2012 (Sachbuch)
- Krigsherren i Kreml - Putin og hans tid, 2022 (Sachbuch)